# Brescia Calcio 1985-1986
Questa voce raccoglie le informazioni riguardanti il Brescia Calcio nelle competizioni ufficiali della stagione 1985-1986.

## Stagione
Nella stagione 1985-1986 le rondinelle ottengono la seconda promozione consecutiva. Dopo essere risalite dalla Serie C1 nella stagione precedente, sempre guidate da Antonio Pasinato, con il secondo posto nel torneo cadetto con 47 punti, risalgono nel massimo campionato. Il Brescia si colloca sin dalle prime giornate ai vertici della classifica, ottenendo 4 vittorie consecutive tra la seconda e la quinta giornata. Ottiene con regolarità 23 punti nell'andata e 24 nel girone di ritorno. A fine stagione il Brescia ottiene il secondo posto dietro l'Ascoli di Vujadin Boškov, che vince il campionato con 50 punti. Il Brescia ottiene la promozione grazie ai gol di Tullio Gritti che va a segno 16 volte, risultando secondo nella classifica dei marcatori dietro solo ad Oliviero Garlini primo con 18 reti.
In Coppa Italia il Brescia viene inserito nel girone 4 di qualificazione, viene eliminato dopo aver ottenuto 5 punti, frutto di due vittorie un pareggio e due sconfitte, a tre lunghezze dall'Inter. L'Empoli passa agli ottavi di finale come seconda, anch'essa raccoglie 5 punti in classifica, ma passa per miglior differenza reti.

## Divise e sponsor
Il fornitore tecnico per la stagione 1985-1986 fu Gazelle, mentre lo sponsor ufficiale fu Fin-Eco.

## Rosa
| N. |                   | Ruolo | Calciatore          |
| -- | ----------------- | ----- | ------------------- |
|    | Italia (bandiera) | P     | Roberto Aliboni     |
|    | Italia (bandiera) | P     | Luigi Belletta      |
|    | Italia (bandiera) | D     | Alessandro Chiodini |
|    | Italia (bandiera) | D     | Augusto Gentilini   |
|    | Italia (bandiera) | D     | Sergio Paolinelli   |
|    | Italia (bandiera) | D     | Paolo Carlo Rossi   |
|    | Italia (bandiera) | D     | Giuliano Giorgi     |
|    | Italia (bandiera) | C     | Stefano Bonometti   |
|    | Italia (bandiera) | C     | Luca Bressan        |
|    | Italia (bandiera) | C     | Roberto Chierici    |

| N. |                   | Ruolo | Calciatore         |
| -- | ----------------- | ----- | ------------------ |
|    | Italia (bandiera) | C     | Renzo Gobbo        |
|    | Italia (bandiera) | C     | Riccardo Maritozzi |
|    | Italia (bandiera) | C     | Daniele Zoratto    |
|    | Italia (bandiera) | A     | Tiziano Ascagni    |
|    | Italia (bandiera) | A     | Giorgio De Giorgis |
|    | Italia (bandiera) | A     | Tullio Gritti      |
|    | Italia (bandiera) | A     | Stefano Mariani    |
|    | Italia (bandiera) | A     | Lorenzo Mossini    |
|    | Italia (bandiera) | A     | Giampietro Piovani |
|    | Italia (bandiera) | A     | Vanni Tessari      |

## Risultati

### Serie B

#### Girone di andata
| Arbitro: | Cornieti (Forlì) |

|                           |           |               |
| Pellegrini 36’ Puzone 88’ | Marcatori | 79’ Gentilini |

| Arbitro: | Gava (Conegliano) |

|            |           |  |
| Gritti 73’ | Marcatori |  |

| Arbitro: | Baldas (Trieste) |

|  |           |                |
|  | Marcatori | 3’, 80’ Gritti |

| Arbitro: | Testa (Prato) |

|  |           |              |
|  | Marcatori | 63’ Chierici |

| Arbitro: | Luci (Firenze) |

|               |           |  |
| Maritozzi 51’ | Marcatori |  |

| Arbitro: | Esposito (Torre Annunziata) |

|              |           |               |
| Policano 90’ | Marcatori | 74’ Bonometti |

| Brescia 20 ottobre 1985 7ª giornata | Brescia       | 0 – 0 referto | Cremonese | Stadio Mario Rigamonti\| Arbitro: \| Testa (Prato) \| |
| Arbitro:                            | Testa (Prato) |               |           |                                                       |

| Arbitro: | Sguizzato (Verona) |

|                                         |           |                   |
| Incocciati 11’ Pasinato 29’ Iachini 72’ | Marcatori | 90’ (rig.) Gritti |

| Arbitro: | Pellicanò (Reggio Calabria) |

|             |           |  |
| Ascagni 64’ | Marcatori |  |

| Empoli 10 novembre 1985 10ª giornata | Empoli                    | 0 – 0 referto | Brescia | Stadio Carlo Castellani\| Arbitro: \| Pezzella (Frattamaggiore) \| |
| Arbitro:                             | Pezzella (Frattamaggiore) |               |         |                                                                    |

| Arbitro: | Luci (Firenze) |

|  |           |             |
|  | Marcatori | 31’ Manfrin |

| Arbitro: | Lamorgese (Potenza) |

|                   |           |             |
| Muraro 53’ (rig.) | Marcatori | 42’ Mossini |

| Arbitro: | Baldi (Roma) |

|                        |           |  |
| Gritti 41’ Mossini 48’ | Marcatori |  |

| Arbitro: | Pieri (Genova) |

|                       |           |  |
| Majo 36’ Sorbello 65’ | Marcatori |  |

| Arbitro: | Agnolin (Bassano del Grappa) |

|                         |           |              |
| Gritti 3’ Gentilini 42’ | Marcatori | 28’ Agostini |

| Arbitro: | Boschi (Parma) |

|                    |           |  |
| Iachini 59’ (rig.) | Marcatori |  |

| Arbitro: | Bruschini (Firenze) |

|                              |           |            |
| Zoratto 54’, 62’ Piovani 57’ | Marcatori | 80’ Casale |

| Campobasso 12 gennaio 1986 18ª giornata | Campobasso          | 0 – 0 referto | Brescia | Stadio Nuovo Romagnoli\| Arbitro: \| Coppetelli (Tivoli) \| |
| Arbitro:                                | Coppetelli (Tivoli) |               |         |                                                             |

| Arbitro: | Mattei (Macerata) |

|                      |           |  |
| Gobbo 26’ Gritti 46’ | Marcatori |  |

#### Girone di ritorno
| Arbitro: | Tuveri (Cagliari) |

|                          |           |  |
| Gritti 52’ Bonometti 87’ | Marcatori |  |

| Arbitro: | Redini (Pisa) |

|                       |           |                               |
| De Martino 21’ (rig.) | Marcatori | 41’ Mariani 46’ (rig.) Gritti |

| Arbitro: | Fabricatore (Roma) |

|  |           |                   |
|  | Marcatori | 28’ (aut.) Giorgi |

| Arbitro: | Bianciardi (Siena) |

|                   |           |           |
| Gritti 21’ (rig.) | Marcatori | 83’ Massi |

| Vicenza 23 febbraio 1986 24ª giornata | Lanerossi Vicenza | 0 – 0 referto | Brescia | Stadio Romeo Menti\| Arbitro: \| Paparesta (Bari) \| |
| Arbitro:                              | Paparesta (Bari)  |               |         |                                                      |

| Arbitro: | Testa (Prato) |

|              |           |  |
| Chiodini 54’ | Marcatori |  |

| Arbitro: | Leni (Perugia) |

|  |           |           |
|  | Marcatori | 41’ Gobbo |

| Arbitro: | Paparesta (Bari) |

|               |           |  |
| Gentilini 73’ | Marcatori |  |

| Arbitro: | Redini (Pisa) |

|            |           |           |
| Limido 55’ | Marcatori | 70’ Gobbo |

| Arbitro: | Baldi (Roma) |

|                            |           |  |
| Gritti 6’, 58’ Mossini 69’ | Marcatori |  |

| San Benedetto del Tronto 13 aprile 1986 30ª giornata | Sambenedettese | 0 – 0 referto | Brescia | Stadio Riviera delle Palme\| Arbitro: \| Longhi (Roma) \| |
| Arbitro:                                             | Longhi (Roma)  |               |         |                                                           |

| Arbitro: | Tubertini (Bologna) |

|                                     |           |          |
| Chierici 48’ Gritti 88’ Mariani 90’ | Marcatori | 89’ Neri |

| Monza 4 maggio 1986 32ª giornata | Monza          | 0 – 0 referto | Brescia | Stadio Brianteo\| Arbitro: \| Luci (Firenze) \| |
| Arbitro:                         | Luci (Firenze) |               |         |                                                 |

| Brescia 11 maggio 1986 33ª giornata | Brescia                   | 0 – 0 referto | Palermo | Stadio Mario Rigamonti\| Arbitro: \| Pezzella (Frattamaggiore) \| |
| Arbitro:                            | Pezzella (Frattamaggiore) |               |         |                                                                   |

| Arbitro: | Redini (Pisa) |

|                          |           |                               |
| Sanguin 35’ Agostini 38’ | Marcatori | 27’ (rig.) Gritti 77’ Mariani |

| Arbitro: | Lanese (Messina) |

|                        |           |            |
| Gritti 15’, 13’ (rig.) | Marcatori | 50’ Cerone |

| Arbitro: | Pairetto (Nichelino) |

|                                 |           |  |
| Piras 35’ (rig.) Bernardini 51’ | Marcatori |  |

| Arbitro: | Gava (Conegliano) |

|             |           |                    |
| Mariani 11’ | Marcatori | 90+2’ Maestripieri |

| Arbitro: | Bruschini (Firenze) |

|                                                |           |                                    |
| Vinazzani 18’ Garlini 28’ Poli 61’ D'Amico 88’ | Marcatori | 66’ (aut.) Piscedda 83’ De Giorgis |

### Coppa Italia

#### Primo turno
| Arbitro: | Bianciardi (Siena) |

|               |           |                    |
| Maritozzi 53’ | Marcatori | 37’ (rig.) Colomba |

| Arbitro: | Pezzella (Frattamaggiore) |

|                                     |           |                   |
| Tardelli 7’ Fanna 9’ Marangon I 32’ | Marcatori | 82’ (rig.) Gritti |

| Arbitro: | Novi (Pisa) |

|  |           |                            |
|  | Marcatori | 11’ 72’ Moro 79’ D'Adderio |

| Arbitro: | Amendolia (Messina) |

|  |           |                        |
|  | Marcatori | 14’ Ascagni 77’ Gritti |

| Arbitro: | Coppetelli (Tivoli) |

|                                  |           |             |
| Mossini 21’ Bonometti 56’ (rig.) | Marcatori | 75’ Cecconi |

## Statistiche

### Statistiche di squadra
| Competizione | Punti | In casa | In casa | In casa | In casa | In casa | In casa | In trasferta | In trasferta | In trasferta | In trasferta | In trasferta | In trasferta | Totale | Totale | Totale | Totale | Totale | Totale | DR  |
| Competizione | Punti | G       | V       | N       | P       | Gf      | Gs      | G            | V            | N            | P            | Gf           | Gs           | G      | V      | N      | P      | Gf     | Gs     | DR  |
| ------------ | ----- | ------- | ------- | ------- | ------- | ------- | ------- | ------------ | ------------ | ------------ | ------------ | ------------ | ------------ | ------ | ------ | ------ | ------ | ------ | ------ | --- |
| Serie B      | 47    | 19      | 13      | 4       | 2       | 18      | 13      | 19           | 4            | 9            | 6            | 23           | 15           | 38     | 17     | 13     | 8      | 41     | 28     | +13 |
| Coppa Italia | 5     | 3       | 1       | 1       | 1       | 3       | 5       | 2            | 1            | 0            | 1            | 3            | 3            | 5      | 2      | 1      | 2      | 6      | 8      | -2  |
| Totale       | 52    | 22      | 14      | 5       | 3       | 18      | 13      | 21           | 5            | 9            | 7            | 23           | 15           | 43     | 19     | 14     | 10     | 47     | 36     | +11 |

### Statistiche dei giocatori
| Giocatore     | Serie B  | Serie B | Serie B     | Serie B    | Coppa Italia | Coppa Italia | Coppa Italia | Coppa Italia | Totale   | Totale | Totale      | Totale     |
| Giocatore     | Presenze | Reti    | Ammonizioni | Espulsioni | Presenze     | Reti         | Ammonizioni  | Espulsioni   | Presenze | Reti   | Ammonizioni | Espulsioni |
| ------------- | -------- | ------- | ----------- | ---------- | ------------ | ------------ | ------------ | ------------ | -------- | ------ | ----------- | ---------- |
| R. Aliboni    | 37       | -24     | ?           | ?          | 3            | -4           | ?            | ?            | 40       | -28    | ?           | ?          |
| T. Ascagni    | 22       | 1       | ?           | ?          | 4            | 1            | ?            | ?            | 26       | 2      | ?           | ?          |
| L. Belletta   | 1        | -4      | ?           | ?          | 2            | -4           | ?            | ?            | 3        | -8     | ?           | ?          |
| S. Bonometti  | 38       | 2       | ?           | ?          | 4            | 1            | ?            | ?            | 42       | 3      | ?           | ?          |
| L. Bressan    | 3        | 0       | ?           | ?          | 0            | 0            | ?            | ?            | 3        | 0      | ?           | ?          |
| R. Chierici   | 21       | 2       | ?           | ?          | 5            | 0            | ?            | ?            | 26       | 2      | ?           | ?          |
| A. Chiodini   | 33       | 1       | ?           | ?          | 5            | 0            | ?            | ?            | 38       | 1      | ?           | ?          |
| G. De Giorgis | 25       | 1       | ?           | ?          | 5            | 0            | ?            | ?            | 30       | 1      | ?           | ?          |
| A. Gentilini  | 31       | 3       | ?           | ?          | 4            | 0            | ?            | ?            | 35       | 3      | ?           | ?          |
| G. Giorgi     | 36       | 0       | ?           | ?          | 5            | 0            | ?            | ?            | 41       | 0      | ?           | ?          |
| R. Gobbo      | 32       | 3       | ?           | ?          | 5            | 0            | ?            | ?            | 37       | 3      | ?           | ?          |
| T. Gritti     | 36       | 16      | ?           | ?          | 5            | 2            | ?            | ?            | 41       | 18     | ?           | ?          |
| S. Mariani    | 29       | 4       | ?           | ?          | 2            | 0            | ?            | ?            | 31       | 4      | ?           | ?          |
| R. Maritozzi  | 28       | 1       | ?           | ?          | 5            | 1            | ?            | ?            | 33       | 2      | ?           | ?          |
| L. Mossini    | 29       | 3       | ?           | ?          | 3            | 1            | ?            | ?            | 32       | 4      | ?           | ?          |
| S. Paolinelli | 34       | 0       | ?           | ?          | 5            | 0            | ?            | ?            | 39       | 0      | ?           | ?          |
| G. Piovani    | 7        | 1       | ?           | ?          | 0            | 0            | ?            | ?            | 7        | 1      | ?           | ?          |
| P. Rossi      | 11       | 0       | ?           | ?          | 2            | 0            | ?            | ?            | 13       | 0      | ?           | ?          |
| D. Zoratto    | 33       | 2       | ?           | ?          | 5            | 0            | ?            | ?            | 38       | 2      | ?           | ?          |